# Parrella maxillaris
Parrella maxillaris es una especie de peces de la familia de los Gobiidae en el orden de los Perciformes.

## Morfología
Los machos pueden llegar a alcanzar los 5 cm de longitud total.

## Hábitat
Es un pez de mar y, de clima tropical y demersal. 

## Distribución geográfica
Se encuentra en el Pacífico oriental central: desde el Golfo de California hasta Panamá. 

## Observaciones
Es inofensivo para los humanos. 